# Anne Wheeler
Pour les articles homonymes, voir Wheeler.
Anne Wheeler est une réalisatrice, scénariste, productrice, monteuse, directrice de la photographie et actrice canadienne, née le 23 septembre 1946 à Edmonton (Canada).

## Filmographie

### Comme réalisatrice
- 1975 : Great Grand Mother
- 1976 : Augusta
- 1977 : Happily Unmarried
- 1978 : Teach Me to Dance
- 1981 : A War Story
- 1984 : One's a Heifer
- 1984 : Change of Heart
- 1985 : To Set Our House in Order
- 1985 : Ray Bradbury présente (The Ray Bradbury Theater) (série télévisée)
- 1986 : Loyalties
- 1988 : Cowboys Don't Cry
- 1989 : Bye Bye Blues (en)
- 1990 : Angel Square
- 1993 : The Diviners (TV)
- 1993 : Other Women's Children (TV)
- 1995 : The War Between Us
- 1998 : Cold Squad, brigade spéciale (Cold Squad) (série télévisée)
- 1998 : The Sleep Room
- 1999 : Better than Chocolate
- 2000 : Mysterious Ways : Les Chemins de l'étrange (Mysterious Ways) (série télévisée)
- 2000 : Legs Apart
- 2000 : Marine Life
- 2001 : Suddenly Naked (en)
- 2002 : The Investigation (TV)
- 2002 : Edge of Madness
- 2003 : Abus de confiance (Betrayed) (TV)
- 2004 : A Beachcombers Christmas (TV)
- 2006 : Jozi-H (série télévisée)
- 2008 : Mariage par correspondance (Mail Order Bride) (TV)
- 2009 : D'une vie à l'autre (Living Out Loud) (TV)
- 2012 : Les Chevaux de l'espoir (The Horses of McBride) (TV)

### Comme scénariste
- 1981 : A War Story
- 1984 : One's a Heifer
- 1985 : To Set Our House in Order
- 1989 : Bye Bye Blues (en)
- 1990 : Angel Square
- 2000 : Legs Apart
- 2002 : Edge of Madness
- 2003 : Abus de confiance (Betrayed) (TV)

### Comme productrice
- 1977 : Happily Unmarried
- 1979 : Never a Dull Moment
- 1981 : A War Story
- 1983 : Great Days in the Rockies
- 1983 : From Bears to Bartok
- 1984 : This Is Only a Test
- 1988 : Cowboys Don't Cry
- 1989 : Bye Bye Blues (en)
- 1996 : Mother Trucker: The Diana Kilmury Story (TV)
- 2001 : Suddenly Naked (en)

### Comme monteuse
- 1976 : Augusta
- 1977 : Happily Unmarried
- 1978 : The Forests and Vladimir Krajina
- 1983 : From Bears to Bartok
- 1984 : Children of Alcohol

### Comme directrice de la photographie
- 1975 : Great Grand Mother
- 1977 : Happily Unmarried

### Comme actrice
- 1981 : A War Story : Narrator (voix)